# Mud Bay
Mud Bay is een plaats (census-designated place) in de Amerikaanse staat Alaska, en valt bestuurlijk gezien onder Haines Borough.

## Demografie
Bij de volkstelling in 2000 werd het aantal inwoners vastgesteld op 137.

## Geografie
Volgens het United States Census Bureau beslaat de plaats een oppervlakte van 32,5 km², waarvan 32,4 km² land en 0,1 km² water.
De plaats ligt op het Chilkat Peninsula met ten oosten de Chilkoot Inlet en ten westen de Chilkat Inlet, beide gelegen aan het noordelijk uiteinde van het Lynn Canal.

## Plaatsen in de nabije omgeving
De onderstaande figuur toont nabijgelegen plaatsen in een straal van 56 km rond Mud Bay.